# Hans Konrad Asper
Hans Konrad Asper (* um 1588 in Zürich; † 1666 in Konstanz) war Bildhauer, Baumeister und Münchner Hofbaumeister. Er war der Enkel des Malers Hans Asper.
1612 heiratete er in Konstanz Sophia Zwingenstein. Aus dieser Ehe gingen drei Kinder hervor. 1615 wurde er von Fürsterzbischof Marcus Sitticus IV. von Hohenems nach Salzburg berufen, wo er bis 1625 arbeitete. Er schuf diverse Grabmäler und Plastiken. Ab 1625 war Asper wieder hauptsächlich in Konstanz tätig, wo er  Stadt- und Fortifikations-Unterbaumeister war.

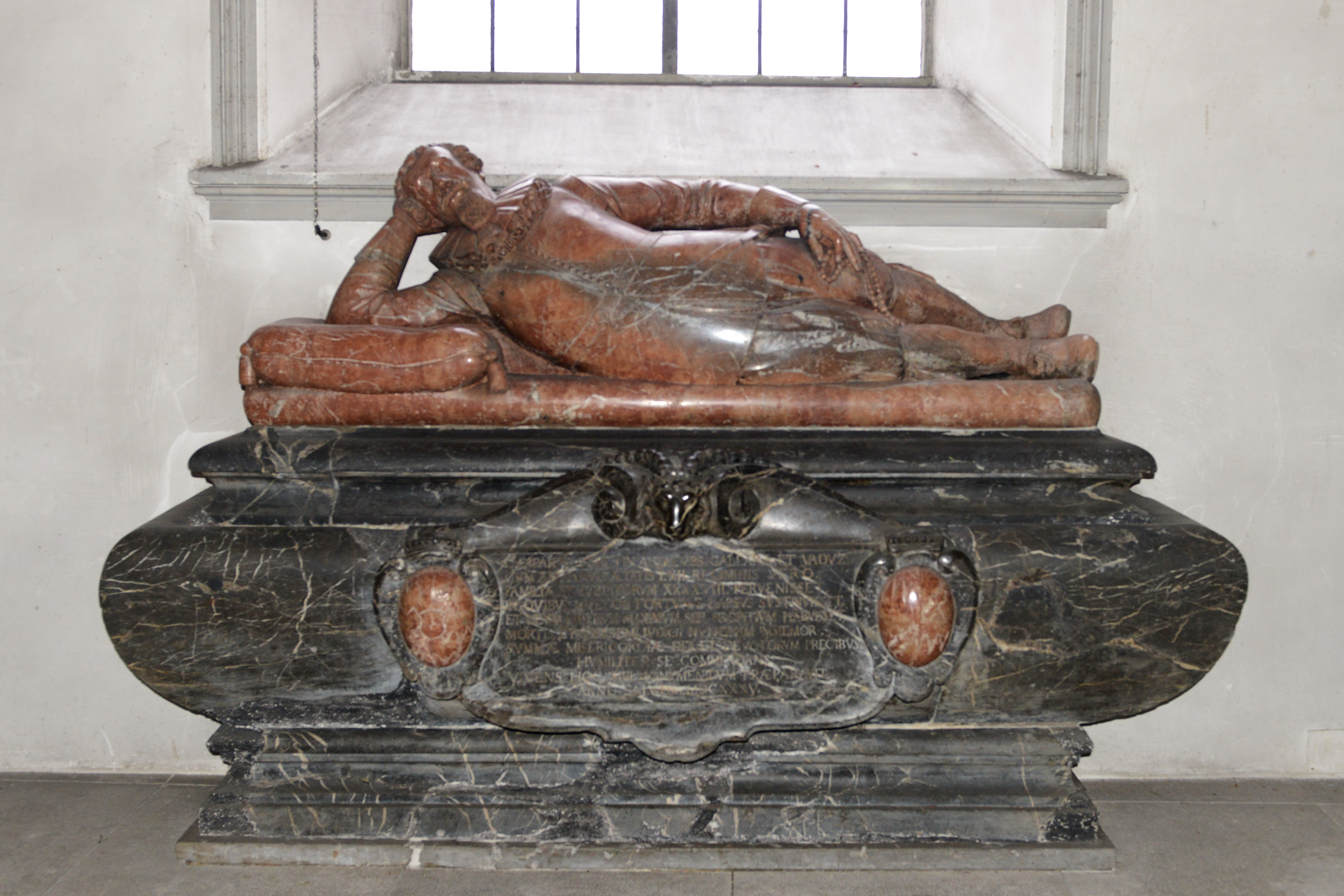
Grabmal des Kaspar von Hohenems (1635)

1644 leitete er die Instandsetzung der durch die schwedischen Truppen beschädigte Befestigung von Überlingen. 1645 trat Asper als Festungs- und Hofbaumeister in die Dienste des Kurfürsten Maximilian von  Bayern und leitete die Ausbesserungsarbeiten von Wehranlagen in Braunau, Schleißheim, Wasserburg und Landsberg. Seine Pläne für die Karmelitenkirche in München wurden 1654–1660 durch Marx Schinnagl ausgeführt. 1654 kehrte Asper nach Konstanz zurück und zog sich als Witwer in ein Kloster zurück, wo er 1666 starb.